# Carpio-Bernardo
Carpio-Bernardo es una localidad del municipio de Villagonzalo de Tormes, en la provincia de Salamanca, comunidad autónoma de Castilla y León, España.
En 2017 contaba con una población de 35 habitantes, de los cuales 23 son varones y 12 son mujeres (INE 2017).

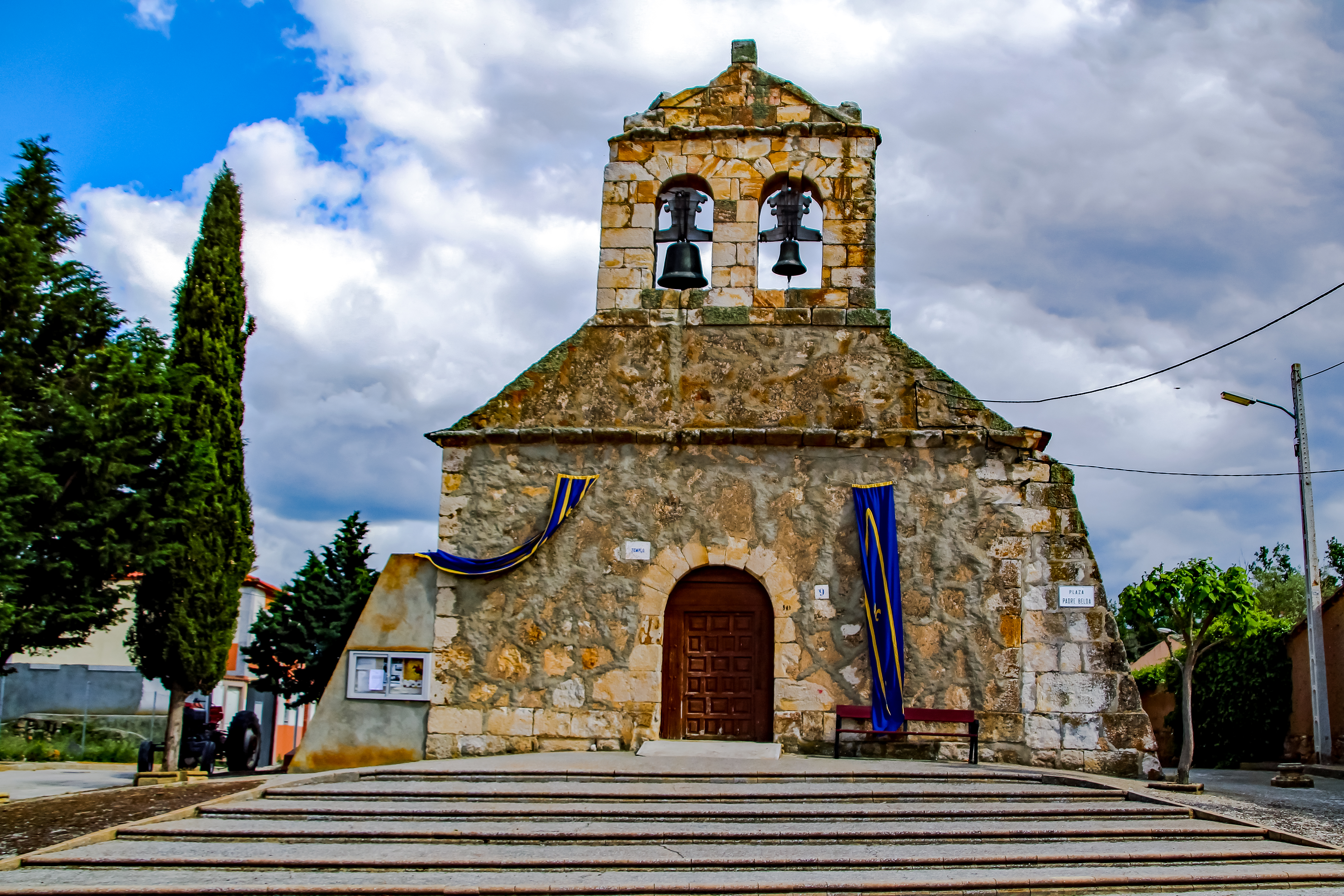
Iglesia

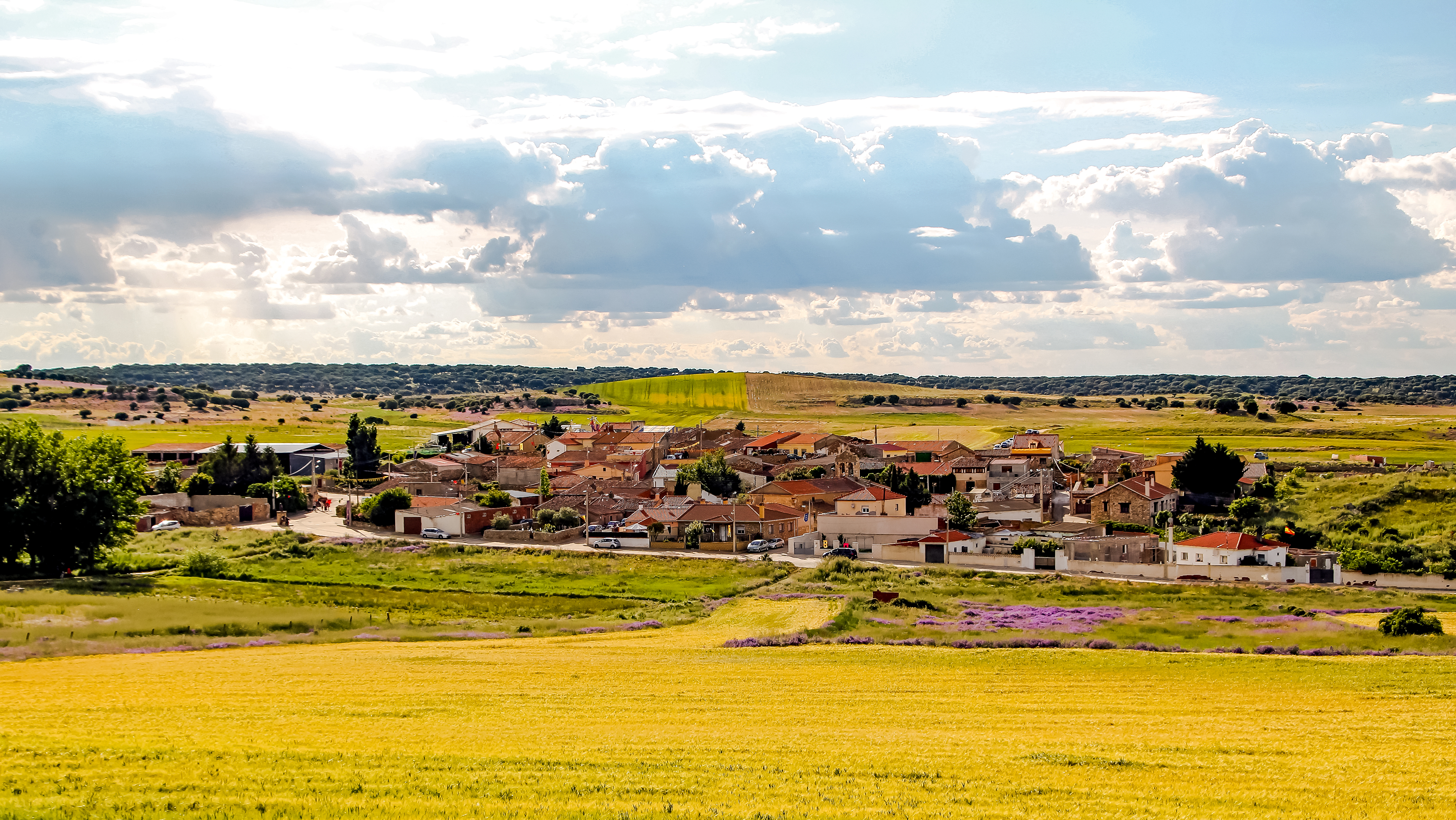
Panorámica

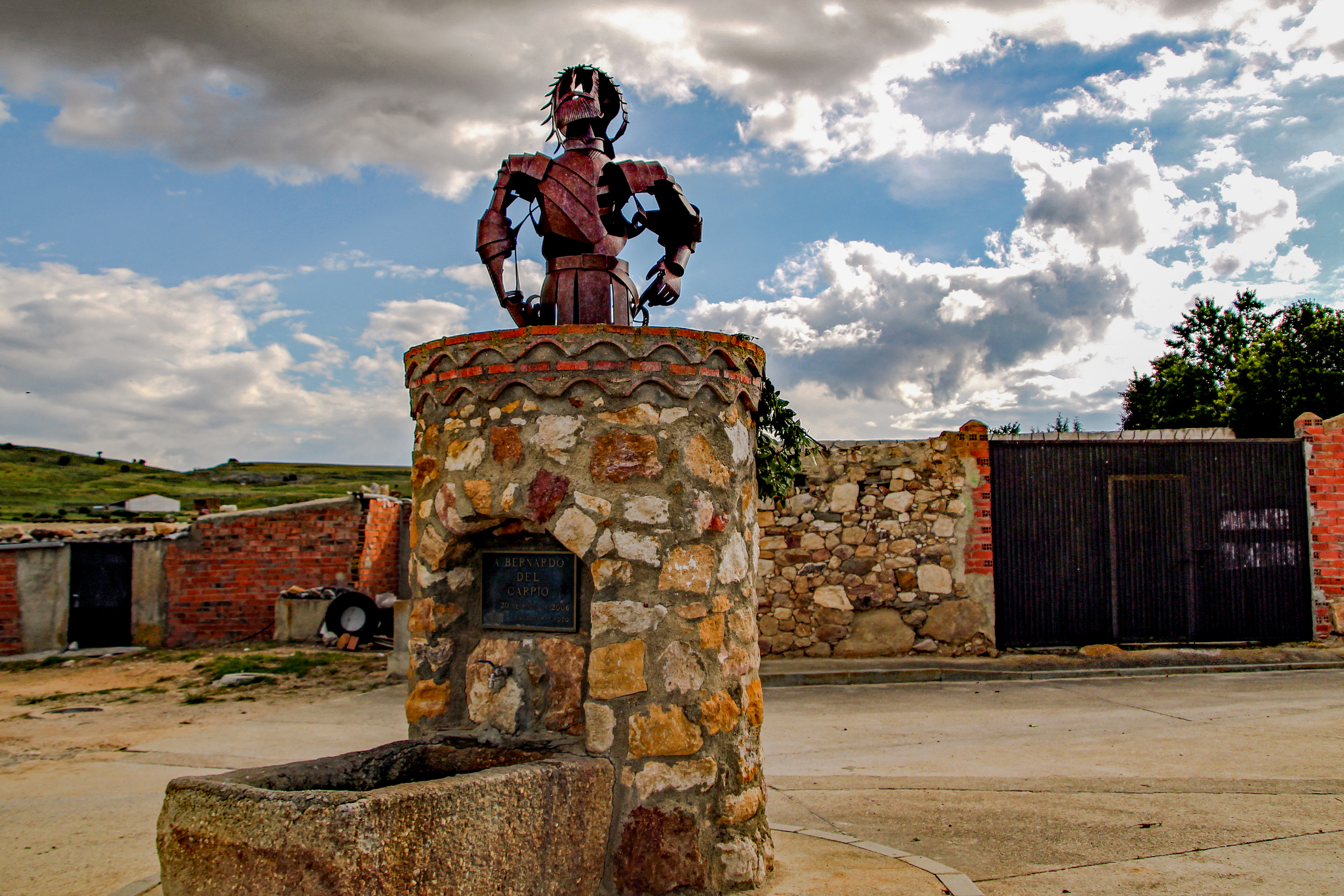
Fuente

## Historia
Sus orígenes están plenamente inmersos entre la historia y los mitos. La contemplación de su posición geográfica y su elevación orográfica sobre el terreno dominante sobre la vega del Tormes, permite deducir que se trata de un lugar muy antiguo.
En tiempos prerromanos fue un viejo castro conocido por los romanos, pues a poca distancia pasaba la calzada que desde Salmántica se dirigía a Alvia (la actual Alba de Tormes), y de la cual se conservan restos en el término de Terradillos. Las primeras referencias históricas del Castillo Carpense se remontan a la Alta Edad Media y se hallan ligadas a las leyendas y romances del mítico Bernardo, más conocido en la historiografía como Bernardo del Carpio, personaje envuelto entre la realidad y la ficción: 

«Andados XXVII annos del reynado del rey don Alfonso el Casto... et del ynperio de Carlos en XII, el rey don Alfonso, pues que vio que era viejo et de muchos días, enbio su mandadero en poridad a Carlos, enperador de los romanos et de los alemanes et rey de los franceses, commo el non auie fijos, et sil quisiese venir ayudar conta los moros, quel darie el reyno.»
(PCG, II, 352-3)

En este contexto referido por Alfonso X el Sabio y plagado de errores debe situarse la aparición de Bernardo "…uno de los más illustres Caualleros que ha tenido España y de los más celebrados de la fama por esforzado y animoso y venzedor de grandes batallas”, en palabras del cronista del Monasterio de Santa María la Real de Aguilar, Fray Antonio Sánchez.
La Leyenda se entrecruza con la Historia, pues a ella se refieren textos de tal importancia como el Chronicon Mundi del obispo Lucas de Tuy o Crónica tudense y la Historia Gothica o De rebus Hispaniae del Arzobispo Rodrigo Ximénez de Rada. Ambos relatan que, hacia el año 866, el primero de los del reinado de Alfonso III el Magno, el monarca, tras una victoria conseguida a orillas del Duero contra los musulmanes en la “… que le prestó una gran ayuda Bernardo, caballero de enorme valía”, el mítico personaje “...construyó en tierras de Salamanca un castillo que llamó del Carpio y desde allí, aliado con los árabes, comenzó a hostigar las fronteras del reino”. Evidentemente, la leyenda informa a la Historia o viceversa y, de cualquier forma, según el tudense, la fecha del 866 ha de ser considerada como la de la fundación del Carpio. Algunas leyendas, no obstante, cuentan que Bernardo arrebató el castillo a los sarracenos y que el rey (¿Alfonso II el Casto?) se lo entregó en juro de tenencia y heredad. Allí se hizo fuerte una vez desterrado del Reino, sembrando desde allí el terror en numerosas algaradas, como relatan los romances. Otros, en cambio, dicen que la fundación del Carpio es muy posterior al destierro. Pero en todo caso se convirtió en un nido de águilas. La leyenda prosigue señalando que, tras la entrega del Castillo al Rey, Bernardo se retiró de tierras salmantinas y es muy probable que, debido a su posición avanzada en los Extrema Durii, fuera tomado por los musulmanes en alguna de las razzias realizadas contra Zamora a principios del siglo X. Desde esta fecha hasta dos siglos más tarde, el Castillo del Carpio desaparece de la Historia, y si fue fortificado por los sarracenos es una incógnita, aunque, como ya se ha indicado, su posición geográfica no era nada desdeñable. No se menciona entre los lugares repoblados por Ramiro II de León en el 939, tras la victoria de Simancas, entre los que figuran Salamanca, Ledesma, Baños, Ribas y Alhandega, y que pasarían de nuevo a manos islámicas tras las razzias de Almanzor. Sería preciso esperar tiempos mejores. Tampoco se hace mención de él tras la restauración de Alba y Salamanca a principios del siglo XII, en la que el Conde Don Ramón de Borgoña participó activamente en época de Alfonso VI.
Con la creación de las actuales provincias en 1833, Carpio-Bernardo, entonces aún como municipio independiente, quedó integrado en la provincia de Salamanca, dentro de la Región Leonesa. Posteriormente, en torno a 1850, Carpio-Bernardo se integró en el municipio de Villagonzalo de Tormes, en el que se mantiene actualmente, siendo el censo de 1842 el último en el que se recogía como municipio a Carpio-Bernardo.

### El Castillo
El castillo carpense vuelve a la historia precisamente en aras de su posición estratégica. Consumada la división de los Reinos de León y Castilla en el año 1157, las tierras de los alfoces de Salamanca y Alba se convierten en fronterizas (la “Extremadura leonesa”) y las continuas guerras entre unos y otros traerán como consecuencia la fortificación de sus respectivos límites. La restauración del Carpio se liga, pues, a este período y al rey Alfonso IX (1188-1230), monarca de León y de Galicia, el gran soberano repoblador que tanto contribuyó a la Reconquista. La fortificación del limes leonés ya fue desde el principio vista como una amenaza por Castilla y de ahí el Tratado de Tordehumos de 1194, por el que se prohibía al Reino de León la creación de castillos y villas muradas en torno a la misma y a la Calzada de la Quinea. Sin embargo, los intereses del Reino, ligados a su propia supervivencia y a la necesidad de avanzar entre la cuña formada por sus vecinos castellanos y portugueses, y a los no lejanos musulmanes, propició la repoblación de una serie de puntos hábilmente dispuestos y estratégicamente localizados que se convirtieron en las piezas clave del entramado ofensivo-defensivo que el rey Alfonso de León dispuso frente a los castellanos. Así la Crónica tudense refiere que el monarca pobló el Carpio de Alba, Monreal, Monleón, Miranda, Salvatierra, y Salvaleón. 
El Carpio debió ser repoblado en fecha anterior a 1196, en la cual comenzó una cruenta guerra castellano-leonesa que no finalizaría hasta octubre de 1197. El rey Alfonso IX de León, sabio conocedor de las facilidades que podía deparar un castillo bien dispuesto en eminencia geo-estratégica, bien pudo tener en memoria las propias leyendas que un día hicieron del Carpio aquel nido de águilas. Allí ordenó el levantamiento de una fortaleza de planta rectangular, flanqueada por cubos en sus ángulos, con fuertes muros de gruesa mampostería, quedando situado dentro de los límites del Alfoz Albense y en relación directa con aquel y con el estatus de realengo. Evidentemente, el castillo leonés estaba llamado a jugar un papel relevante en las guerras contra el reino vecino.
Iniciada contra Castilla una feroz ofensiva en la primavera de 1196, los leoneses invadieron la Tierra de Campos, a lo que los castellanos reaccionaron irrumpiendo en León y conquistando los castillos de Bolaños, Valderas, Castroverde, Coyanza, Paradinas y el Carpio, el cual fue duramente castigado por Alfonso VIII de Castilla en 1197. Igualmente, entraron a sangre y fuego en las ciudades de Salamanca y Alba, apoderándose, además del castillo de Monreal, como relata la Crónica toledana. Finalizadas las hostilidades en octubre de aquel año de 1197, con el enlace entre Alfonso de León y la infanta castellana Berenguela, los castellanos devolvieron a León todas las tierras y fortalezas conquistadas restableciéndose los límites de 1157, salvo dos excepciones en tierras extremaduranas: los Castillos del Carpio y de Monreal, que, ocupados y refortificados por Castilla, no serían devueltos al reino leonés hasta el año 1213, en cumplimiento del Tratado de Coímbra acordado un año antes. Durante este período castellano, del cual apenas tenemos noticias, a diferencia del Castillo de Monreal, el Carpio se convirtió en un peligroso vigía en el corazón de las tierras leonesas. El Tratado de Coímbra sancionaba la devolución de ambas fortalezas “...para que, en adelante, no continuaran destruidas”, como relata la Crónica tudense, frase que otros han traducido como todo lo contrario: “... para que en adelante, fuesen destruidas”, pues, como hemos dicho, los castellanos los habían fortificado y no les convenía demasiado que lo continuaran estando y ello porque el Carpio de Alba estaba muy cercano a la frontera y seguía constituyendo una seria amenaza, siquiera más ahora, cuando el rey Alfonso IX de León completaba el entramado defensivo de la Extrema Durii con la repoblación de Miranda del Castañar en 1213, Monleón, a poco más de una legua de Monreal, en 1215, Salvatierra de Tormes en 1217 y el Alfoz de Alba en 1226. Mas el Castillo carpense no fue desmantelado, aunque quizás sí el de Monreal, cuyo poder asumió el cercano Monleón, y del que apenas si quedan sus cimientos. Por estas fechas, aparece ya por primera vez con el nombre de Carpio de Bernardo o Carpiobernardo, pues hay romances que sitúan al mítico héroe leonés casado en Salamanca en 1224, como refiere Julio González González y que lo único que demuestran es que su aureola legendaria, así como la del mismo Carpio, seguía muy viva en las mentes medievales. 
Perdida su condición fronteriza con la definitiva unión de los reinos de León y Castilla en 1230 en la persona de Fernando III el Santo, el castillo carpense dejó de tener la relevancia que antaño tuviera aunque conservando la importancia como lugar estratégico y con ciertas apetencias de adquisición por el estamento nobiliario. En todo caso, el rey Sancho IV lo dona, junto con la Villa de Santiago de la Puebla, al Concejo de Alba de Tormes, mediante documento fechado en 1282. Dicha donación fue revocada para el Carpio mediante escritura de 1295, siendo desgajado del Alfoz de Alba y pasando a ser propiedad señorial. 
En 1303 figura como señor del castillo de Carpio-Bernardo Juan Fernández Cabellos de Oro, que fue hijo del deán Fernando Alfonso de León y nieto del rey Alfonso IX de León y que ocupó, entre otros, los cargos de mayordomo mayor del rey y de adelantado mayor de la frontera de Andalucía. Y en el codicilo testamentario que Juan Fernández otorgó el 7 de marzo de 1303 dispuso que el castillo debería ser vendido para pagar sus deudas.
Probablemente pasó entonces a propiedad de la Santa Iglesia de Salamanca, quien nombró al correspondiente alcaide. Poco duró el dominio canonical sobre la vetusta fortaleza, pues a causa de los males que sus alcaides ocasionaban en la tierra dependiente de la ciudad, el Cabildo Catedral lo vendió al Concejo de Salamanca en 1313, pero con la condición de que los canónigos tuviesen en él derecho de asilo, acogimiento y defensa, mercedes asumidas por su colaboración en la venta.
En consecuencia, el castillo carpense pasó definitivamente al Alfoz de Salamanca, dentro de la jurisdicción del Quarto de Peñarrey, si bien, en lo eclesiástico, fortaleza y aldea permanecieron dentro del Arcedianato de Alba, integrado en todo caso dentro del Reino de León.
En fecha desconocida, el castillo volvió de nuevo a la Corona, pues en 1465, el rey Enrique IV dona la villa de El Carpio, con toda su tierra y fortaleza, a García Álvarez de Toledo, último conde y primer duque de Alba de Tormes, a cuya casa pertenecía todavía en 1752, según indica el Catastro del Marqués de la Ensenada. Su actual estado ruinoso se debe al mandato de las Cortes de Toro en 1505, por el cual los Reyes Católicos ordenaron su derribo, precisamente en la época en la que se pretendía poner coto a las pretensiones de la nobleza.
En el siglo XXI los restos de la fortaleza se encuentran abandonado y se usan para practicar motocrós, lo que ha provocado su inclusión en la Lista Roja del Patrimonio de Hispania Nostra.

## Demografía
En 2017 Carpio-Bernardo contaba con una población de 35 habitantes, de los cuales 23 eran hombres y 12 mujeres. (INE 2017).
| Gráfica de evolución demográfica de Carpio-Bernardo entre 2000 y 2017                    |
|                                                                                          |
| Fuente: Instituto Nacional de Estadística de España - Elaboración gráfica por Wikipedia. |